# Nationalliga A (Eishockey) 1952/53
Die Saison 1952/53 war die 15. reguläre Austragung der Nationalliga A, der höchsten Schweizer Spielklasse im Eishockey. Zum dritten Mal in seiner Vereinsgeschichte wurde der EHC Arosa Schweizer Meister, während der EHC Basel-Rotweiss in die NLB abstieg.

## Modus
Im Gegensatz zum Vorjahr wurde die Liga wieder in einer gemeinsamen Hauptrunde ausgetragen. Jede der acht Mannschaften spielte in Hin- und Rückspiel gegen jeden Gruppengegner, wodurch die Gesamtanzahl der Spiele pro Mannschaft 14 betrug. Der Tabellenerste wurde Schweizer Meister, während der Tabellenletzte gegen den besten Zweitligisten in der Relegation um den Klassenerhalt antreten musste. Für einen Sieg erhielt jede Mannschaft zwei Punkte, bei einem Unentschieden einen Punkt. Bei einer Niederlage erhielt man keine Punkte.

## Hauptrunde

### Abschlusstabelle
| Pl. | Team                      | Sp. | S  | U | N  | Tore  | Pkt. |
| --- | ------------------------- | --- | -- | - | -- | ----- | ---- |
| 1.  | EHC Arosa                 | 14  | 14 | 0 | 0  | 98:39 | 28   |
| 2.  | Young Sprinters Neuchâtel | 14  | 10 | 0 | 4  | 69:43 | 20   |
| 3.  | Grasshopper-Club          | 14  | 7  | 1 | 6  | 58:54 | 15   |
| 4.  | Zürcher SC                | 14  | 6  | 0 | 8  | 78:71 | 12   |
| 5.  | HC Davos                  | 14  | 5  | 1 | 8  | 71:76 | 11   |
| 6.  | SC Bern                   | 14  | 5  | 1 | 8  | 43:57 | 11   |
| 7.  | Lausanne HC               | 14  | 3  | 2 | 9  | 40:85 | 8    |
| 8.  | EHC Basel-Rotweiss        | 14  | 3  | 1 | 10 | 37:69 | 7    |

## Relegation
- EHC Basel-Rotweiss – HC Ambrì-Piotta 3:7

Der EHC Basel-Rotweiss, der in den Vorjahren konstant zu den besseren Mannschaften der Liga gehört hatte, traf auf den besten Zweitligisten HC Ambrì-Piotta und unterlag diesem deutlich mit 3:7, wodurch der EHC in die NLB abstieg und Ambrì-Piotta dessen Platz in der NLA einnahm.